# Cantón de Rieupeyroux
El cantón de Rieupeyroux era una división administrativa francesa, que estaba situada en el departamento de Aveyron y la región de Mediodía-Pirineos.

## Composición
El cantón estaba formado por seis comunas:
- La Bastide-l'Évêque
- La Capelle-Bleys
- Prévinquières
- Rieupeyroux
- Saint-Salvadou
- Vabre-Tizac

## Supresión del cantón de Rieupeyroux
En aplicación del Decreto nº 2014-205 de 21 de febrero de 2014, el cantón de Rieupeyroux fue suprimido el 22 de marzo de 2015 y sus 6 comunas pasaron a formar parte del nuevo cantón de Aveyron y Tarn.